# 埔子墘
埔子墘，原寫為埔仔墘，是臺灣臺中市大雅區的一個傳統地域名稱，位於該區西北部。相較於今日行政區，其範圍大致為六寶里不含東南部（略為中央圳支線以東南地區）及北部凸出部分的西北半部。

## 歷史
台灣清治末期至日治初期，埔子墘地區為一街庄，稱為「埔仔墘庄」，隸屬於捒東下堡。該庄西及西北與公館庄為鄰，東北邊為山皮庄，東南邊為六張犁庄，西南邊為十三藔庄。
1901年（日治明治三十四年）11月，全台廢縣廳改設二十廳，該庄隸屬於臺中廳。1903年（明治三十六年）6月，該庄編入「埧雅區」，仍隸屬於臺中廳。1909年（明治四十二年）10月，合併二十廳為十二廳，埧雅區隸屬不變。1920年（大正九年），全台地方制度大改正，廢十二廳改設五州二廳，該庄改制並雅化為「埔子墘」大字，隸屬於臺中州豐原郡大雅庄。
戰後大雅庄改制為大雅鄉，隸屬於臺中縣，大字亦改制為村。1950年10月，中、彰、投分治，大雅鄉仍隸屬臺中縣。2010年12月，臺中縣市合併為直轄臺中市，大雅鄉改制為大雅區，村亦改制為里。

## 聚落
本地區發展較早的聚落為埔仔墘，在日治期初期的官方地圖上已有記載。

## 交通
省道台10線（中清路五段～四段）是臺中港至豐原的幹道，大致以西向東繞大彎轉西北—東南走向經過埔子墘地區西南部。由該道路向西轉西北西可前往沙鹿、清水並止於省道台17線路口，向東南可前往大雅市區、神岡東南部、豐原並止於省道台13線路口。
區道中77線（和平路、中清路四段、月祥路）是神岡至橫山的道路，大致以東北－西南走向由本地區東北部邊界入境，沿和平路行至省道台10線路口，轉西北與其共線一小段路，至月祥路路口轉西南西獨行後，轉南南西以至於本地區西南部邊界出境。由該道路向東北可前往山皮、圳堵西南端、神岡市區西北側並止於區道中79線路口，向南南西可前往十三寮、上橫山東南部、下橫山東北端並止於市道125號路口。

## 學校
- 六寶國小（西北半部）

## 運動休閒
- 潭雅神自行車道